# Cange
Une cange est un type de bateau léger, étroit et rapide, mesurant entre 16  et   20 mètres de long, qui servait aux voyages sur le Nil.

## Description
Les canges sont propulsées à l'aviron et à la voile : elles disposent d'un ou deux mâts selon leur longueur, et sont gréées en voiles latines. La voile d'avant est amurée sur l'étrave. Lorsqu'elle est propulsée à l'aviron, on trouve trois ou quatre bancs de rameurs, avec deux rameurs par banc. Un large gouvernail est pendu à l'étambot.
Leur construction se fait en arquant fortement la quille, ce qui donne une proue tombante. Une cange peut disposer ou non d'un pont, mais comporte souvent une dunette de trois à quatre mètres de long à l'arrière pour accueillir les passagers ; ceux-ci prennent place dans une chambre appelée oda. En arrière de la dunette se trouve une plateforme permettant aux marins de pratiquer les ablutions obligatoires pour les musulmans ; ils s'y rendent en contournant la dunette par une planche fixée le long du plat-bord.
Les canges servaient d'embarcations de luxe pour riches propriétaires ; elles étaient souvent suivies par un navire plus gros, appelé dahabieh, servant littéralement de fourgon et de cuisine flottante.
Gustave Flaubert raconte, dans sa correspondance (1850), son voyage avec Maxime Ducamp sur le Nil à bord d'une cange.